# Бейбітшилік (Жетисайський район)
Бейбітшилі́к (каз. Бейбітшілік) — село у складі Жетисайського району Туркестанської області Казахстану. Входить до складу Абайського сільського округу.
У радянські часи село було частиною села Строїтельне.
Населення — 1155 осіб (2021; 984 у 2009, 870 у 1999, 973 у 1989).